# George Sterman
George Franklin Sterman (Washington D. C., Estados Unidos, 2 de junio de 1946) es un físico teórico estadounidense, director del Instituto C. N. Yang de Física Teórica en la Universidad de Stony Brook, donde tiene el rango de profesor distinguido.

## Formación y carrera
George Sterman se graduó de la Universidad de Chicago en 1968. En 1974, obtuvo su doctorado en la Universidad de Maryland, tras lo que ocupó puestos de profesor asociado en la Universidad de Illinois (1974-1976) en la Universidad de Stony Brook (1976-1978) y en el Institute for Advanced Study (1978-1979) antes de unirse al Instituto C. N. Yang de Física Teórica en Stony Brook en 1979. En 2001, se convirtió en director del centro.

## Investigación
La investigación de Sterman se centra en la teoría cuántica de campos y sus aplicaciones a la cromodinámica cuántica. Junto con Steven Weinberg, probó la finitud infrarroja de las secciones cruzadas de jets, probando así que la teoría de perturbaciones es un método seguro en ese régimen.  También trabajó en la reformulación y demostración de teoremas de factorización junto con Stephen Libby, John C. Collins y Davison E. Soper. Publicó un libro de texto, titulado An Introduction to Quantum Field Theory, en 1993. En 2010 tenía más de 190 artículos publicados.
En 2003, recibió el Premio Sakurai «por desarrollar conceptos y técnicas en QCD, como la seguridad infrarroja y la factorización en procesos duros, lo que permitió predicciones cuantitativas precisas y pruebas experimentales, ayudando de este modo a establecer QCD como la teoría de las interacciones fuertes».  Recibió una Beca Guggenheim en 1985, es fellow de la American Physical Society y fue editor asociado de la Physical Review Letters.